# Peter Wise

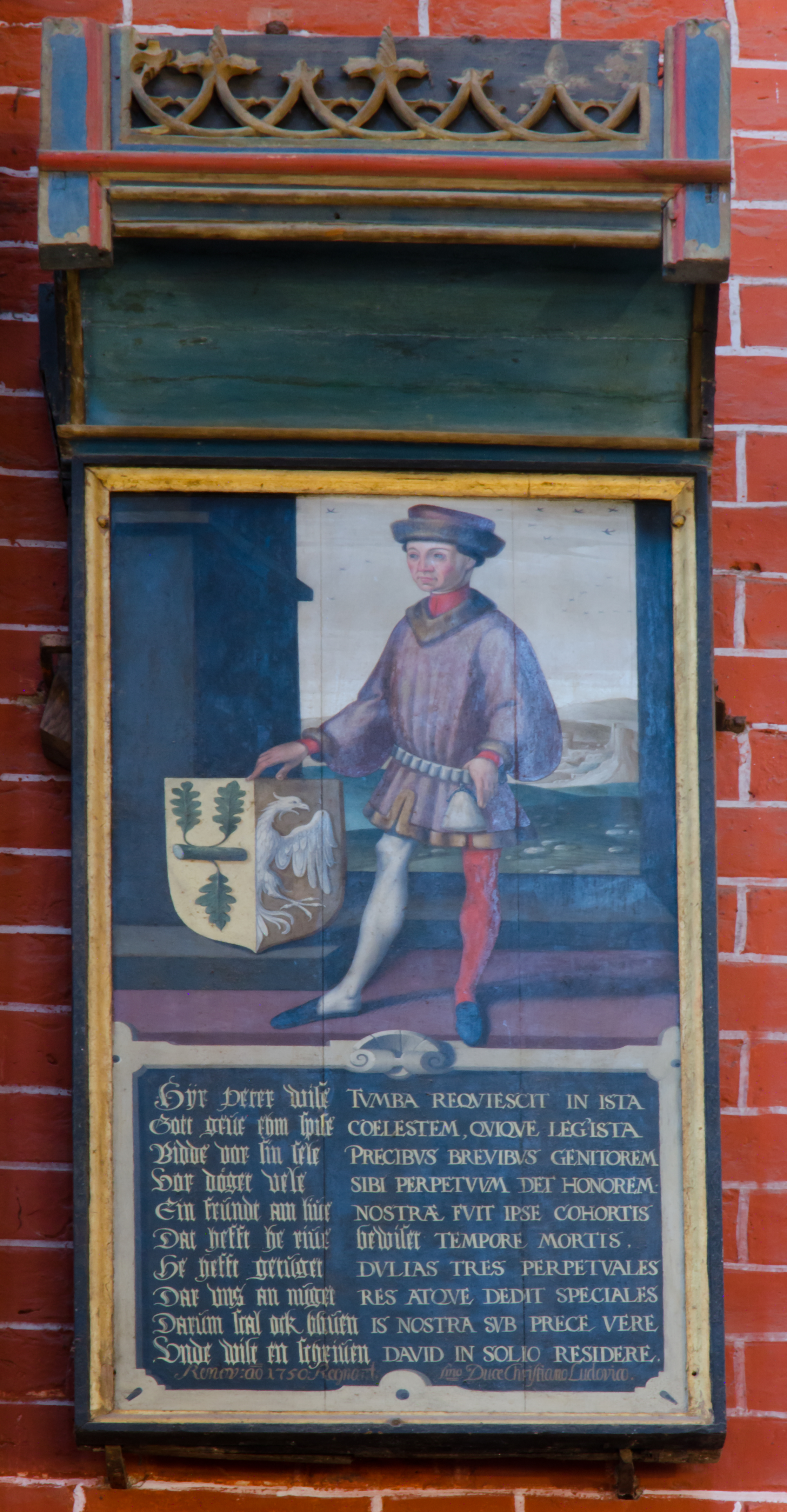
Epitaph des Peter Wise im Doberaner Münster

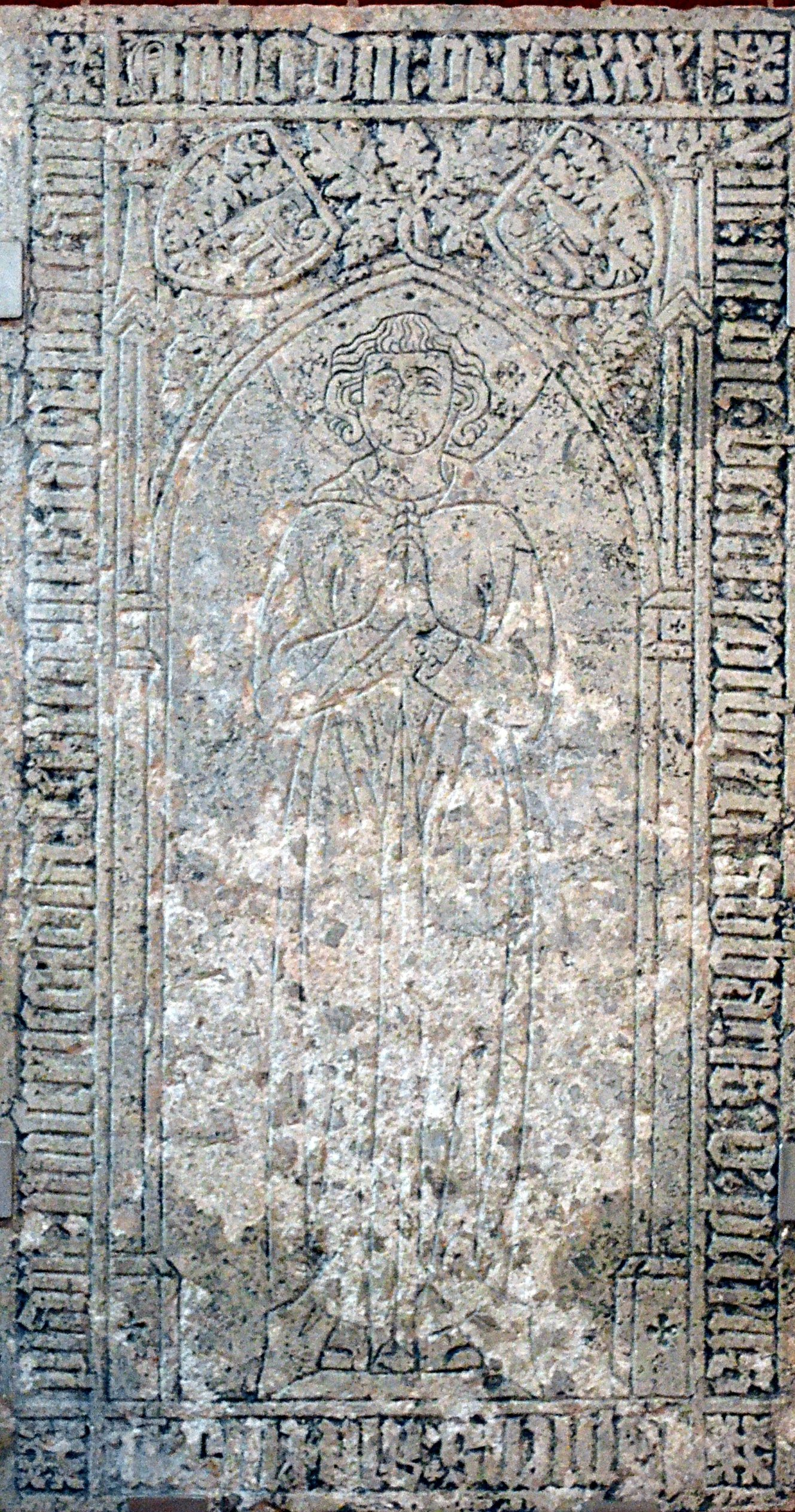
Grabplatte des Peter Wise im Doberaner Münster

Peter Wise († 29. April 1338) war ein Lübecker Kaufmann und Förderer des Klosters Doberan.

## Leben
Über das Leben des Lübecker Bürgers Peter Wise ist wenig bekannt. Er hatte zwei Brüder im Kloster Doberan und eine Schwester. Im Streit zwischen den wendischen und sächsischen Mönchen in Doberan galt der wohl aus Wismar stammende Laienbruder der Zisterzienser Johann Kruse um 1330–1337 als Anführer der wendischen Partei, bestehend aus Ordensangehörigen aus den Hansestädten der südlichen Ostseeküste im Kloster in der ersten Hälfte des 14. Jahrhunderts, die sich gegen die Bevorzugung der sächsischen Partei des Klosters Doberan durch das Mutterkloster Amelungsborn in Niedersachsen wandte und den Einfluss des städtischen Patriziats von Lübeck bis Rostock mit Hilfe des mecklenburgischen Herzogshauses auszuweiten suchte. Dank der finanziellen Mittel aus dem Nachlass des Peter Wise, der  trotz geografischer Zugehörigkeit zur wendischen Partei der sächsischen Partei wohl näher stand und dessen zwei Brüder Mönche des Klosters waren, konnten die wirtschaftlichen Folgen dieses Streits durch das Kloster Doberan abgewendet werden. Aus Mitteln seines Nachlasses wurde das vom Kloster verpfändete Gut Admannshagen 1341 wieder eingelöst. Er wurde im Doberaner Münster bestattet; die Figurengrabplatte Wises, die zeitweilig als Altarplatte diente, ist erhalten.

## Epitaph
Deutlich später wurde ihm im Doberaner Münster auch ein Epitaph gesetzt. Das Epitaph ist eine Arbeit des 15. Jahrhunderts und zeigt Peter Wise in der Mode um 1400 gekleidet mit seinem Familienwappen. Nach Grete Grewols wurde es von dem aus den Niederlanden zugewanderten Cornelius Krommeny gefertigt. Das Epitaph wurde ausweislich seiner Inschrift unter Herzog Christian Ludwig II. von Mecklenburg 1750 erneuert.